# Pallavolo ai Giochi della XXXIII Olimpiade - Torneo maschile
Il torneo maschile di pallavolo ai Giochi della XXXIII Olimpiade si è svolto dal 27 luglio al 10 agosto 2024 a Parigi, in Francia, durante i Giochi della XXXIII Olimpiade: al torneo hanno partecipato dodici squadre nazionali e la vittoria finale è andata per la seconda volta consecutiva alla Francia.

## Qualificazioni
Al torneo hanno partecipato: la nazionale del paese ospitante, le prime due classificate di ogni girone del torneo di qualificazione e le prime cinque classificate nel FIVB World Rankings al 24 giugno 2024 tra le squadre non qualificate.

## Impianti
|                                                                                |  |  |
|                                                                                |  |  |
| Paris Expo Porte de Versailles Città: Parigi Capienza: - Anno d'apertura: 1923 |  |  |

## Regolamento

### Formula
La formula ha previsto:
- Fase a gironi, disputata con girone all'italiana: le prime due classificate di ogni girone e le due migliori terze classificate hanno acceduto alla fase finale.
- Fase finale, disputata con quarti di finale, semifinali, finale per il terzo posto e finale[3].

### Criteri di classifica
Se il risultato finale è stato di 3-0 o 3-1 sono stati assegnati 3 punti alla squadra vincente e 0 a quella sconfitta, se il risultato finale è stato di 3-2 sono stati assegnati 2 punti alla squadra vincente e 1 a quella sconfitta.
L'ordine del posizionamento in classifica è stato definito in base a:
- Numero di partite vinte;
- Punti;
- Ratio dei set vinti/persi;
- Ratio dei punti realizzati/subiti;
- Risultati degli scontri diretti.

## Squadre partecipanti
| Squadra     | Qualificazione                            | Ultima partecipazione |
| ----------- | ----------------------------------------- | --------------------- |
| Argentina   | 8ª FIVB World Rankings                    | Tokyo 2020            |
| Brasile     | 2ª al torneo di qualificazione (girone A) | Tokyo 2020            |
| Canada      | 2ª al torneo di qualificazione (girone C) | Tokyo 2020            |
| Egitto      | 19ª FIVB World Rankings                   | Rio de Janeiro 2016   |
| Francia     | Paese organizzatore                       | Tokyo 2020            |
| Germania    | 1ª al torneo di qualificazione (girone A) | Londra 2012           |
| Giappone    | 2ª al torneo di qualificazione (girone B) | Tokyo 2020            |
| Italia      | 4ª FIVB World Rankings                    | Tokyo 2020            |
| Polonia     | 1ª al torneo di qualificazione (girone C) | Tokyo 2020            |
| Serbia      | 10ª FIVB World Rankings                   | Londra 2012           |
| Slovenia    | 3ª FIVB World Rankings                    | Debutto               |
| Stati Uniti | 1ª al torneo di qualificazione (girone B) | Tokyo 2020            |

## Torneo

### Fase a gironi
| Girone A | Girone B | Girone C    |
| -------- | -------- | ----------- |
| Canada   | Brasile  | Argentina   |
| Francia  | Egitto   | Germania    |
| Serbia   | Italia   | Giappone    |
| Slovenia | Polonia  | Stati Uniti |

#### Girone A

##### Risultati
| 28 luglio 2024 Paris Expo Porte de Versailles, Parigi Durata: 2h:00 - Spettatori: 9 372 | Francia  | 3 - 2 | Serbia   | 23-25, 25-17, 25-17, 21-25, 15-6  |
| 28 luglio 2024 Paris Expo Porte de Versailles, Parigi Durata: 1h:59 - Spettatori: 9 381 | Slovenia | 3 - 1 | Canada   | 25-21, 25-20, 20-25, 25-21        |
| 30 luglio 2024 Paris Expo Porte de Versailles, Parigi Durata: 1h:21 - Spettatori: 9 138 | Slovenia | 3 - 0 | Serbia   | 25-21, 25-19, 25-19               |
| 30 luglio 2024 Paris Expo Porte de Versailles, Parigi Durata: 1h:19 - Spettatori: 9 365 | Francia  | 3 - 0 | Canada   | 25-20, 25-21, 25-17               |
| 2 agosto 2024 Paris Expo Porte de Versailles, Parigi Durata: 2h:23 - Spettatori: 9 505  | Francia  | 2 - 3 | Slovenia | 20-25, 23-25, 27-25, 25-22, 11-15 |
| 3 agosto 2024 Paris Expo Porte de Versailles, Parigi Durata: 2h:12 - Spettatori: 9 398  | Canada   | 2 - 3 | Serbia   | 25-16, 25-22, 24-26, 19-25, 16-18 |

##### Classifica
| Pos. | Squadra  | Pt | G | V | P | SV | SP | Ratio | PF  | PS  | Ratio |
| ---- | -------- | -- | - | - | - | -- | -- | ----- | --- | --- | ----- |
| 1.   | Slovenia | 8  | 3 | 3 | 0 | 9  | 3  | 3,000 | 282 | 252 | 1,119 |
| 2.   | Francia  | 6  | 3 | 2 | 1 | 8  | 5  | 1,600 | 290 | 260 | 1,115 |
| 3.   | Serbia   | 3  | 3 | 1 | 2 | 5  | 8  | 0,625 | 256 | 293 | 0,874 |
| 4.   | Canada   | 1  | 3 | 0 | 3 | 3  | 9  | 0,333 | 254 | 277 | 0,917 |

      Qualificata ai quarti di finale.

#### Girone B

##### Risultati
| 27 luglio 2024 Paris Expo Porte de Versailles, Parigi Durata: 2h:03 - Spettatori: 9 485 | Italia  | 3 - 1 | Brasile | 25-23, 27-25, 18-25, 25-21        |
| 27 luglio 2024 Paris Expo Porte de Versailles, Parigi Durata: 1h:20 - Spettatori: 9 408 | Polonia | 3 - 0 | Egitto  | 25-21, 25-19, 25-13               |
| 30 luglio 2024 Paris Expo Porte de Versailles, Parigi Durata: 1h:17 - Spettatori: 9 415 | Italia  | 3 - 0 | Egitto  | 25-15, 25-16, 25-20               |
| 31 luglio 2024 Paris Expo Porte de Versailles, Parigi Durata: 2h:26 - Spettatori: 9 464 | Polonia | 3 - 2 | Brasile | 22-25, 25-19, 19-25, 25-23, 15-12 |
| 2 agosto 2024 Paris Expo Porte de Versailles, Parigi Durata: 1h:09 - Spettatori: 9 407  | Brasile | 3 - 0 | Egitto  | 25-11, 25-13, 25-16               |
| 3 agosto 2024 Paris Expo Porte de Versailles, Parigi Durata: 1h:55 - Spettatori: 9 441  | Polonia | 1 - 3 | Italia  | 15-25, 18-25, 26-24, 20-25        |

##### Classifica
| Pos. | Squadra | Pt | G | V | P | SV | SP | Ratio | PF  | PS  | Ratio |
| ---- | ------- | -- | - | - | - | -- | -- | ----- | --- | --- | ----- |
| 1.   | Italia  | 9  | 3 | 3 | 0 | 9  | 2  | 4,500 | 269 | 224 | 1,201 |
| 2.   | Polonia | 5  | 3 | 2 | 1 | 7  | 5  | 1,400 | 260 | 256 | 1,016 |
| 3.   | Brasile | 4  | 3 | 1 | 2 | 6  | 6  | 1,000 | 273 | 241 | 1,133 |
| 4.   | Egitto  | 0  | 3 | 0 | 3 | 0  | 9  | 0,000 | 144 | 225 | 0,640 |

      Qualificata ai quarti di finale.

#### Girone C

##### Risultati
| 27 luglio 2024 Paris Expo Porte de Versailles, Parigi Durata: 2h:23 - Spettatori: 9 897 | Giappone    | 2 - 3 | Germania    | 17-25, 25-23, 25-20, 28-30, 12-15 |
| 27 luglio 2024 Paris Expo Porte de Versailles, Parigi Durata: 1h:18 - Spettatori: 9 464 | Stati Uniti | 3 - 0 | Argentina   | 25-20, 25-19, 25-16               |
| 30 luglio 2024 Paris Expo Porte de Versailles, Parigi Durata: 2h:07 - Spettatori: 9 275 | Stati Uniti | 3 - 2 | Germania    | 25-21, 25-17, 17-25, 20-25, 15-11 |
| 31 luglio 2024 Paris Expo Porte de Versailles, Parigi Durata: 1h:57 - Spettatori: 9 474 | Giappone    | 3 - 1 | Argentina   | 25-16, 25-22, 18-25, 25-23        |
| 2 agosto 2024 Paris Expo Porte de Versailles, Parigi Durata: 1h:16 - Spettatori: 9 455  | Argentina   | 0 - 3 | Germania    | 13-25, 21-25, 21-25               |
| 2 agosto 2024 Paris Expo Porte de Versailles, Parigi Durata: 1h:45 - Spettatori: 9 369  | Giappone    | 1 - 3 | Stati Uniti | 16-25, 18-25, 25-18, 19-25        |

##### Classifica
| Pos. | Squadra     | Pt | G | V | P | SV | SP | Ratio | PF  | PS  | Ratio |
| ---- | ----------- | -- | - | - | - | -- | -- | ----- | --- | --- | ----- |
| 1.   | Stati Uniti | 8  | 3 | 3 | 0 | 9  | 3  | 3,000 | 270 | 232 | 1,164 |
| 2.   | Germania    | 6  | 3 | 2 | 1 | 8  | 5  | 1,600 | 287 | 264 | 1,087 |
| 3.   | Giappone    | 4  | 3 | 1 | 2 | 6  | 7  | 0,857 | 278 | 292 | 0,952 |
| 4.   | Argentina   | 0  | 3 | 0 | 3 | 1  | 9  | 0,111 | 196 | 243 | 0,807 |

      Qualificata ai quarti di finale.

#### Classifica combinata
| Pos. | Squadra     | Pt | G | V | P | SV | SP | Ratio | PF  | PS  | Ratio |
| ---- | ----------- | -- | - | - | - | -- | -- | ----- | --- | --- | ----- |
| 1.   | Italia      | 9  | 3 | 3 | 0 | 9  | 2  | 4,500 | 269 | 224 | 1,201 |
| 2.   | Stati Uniti | 8  | 3 | 3 | 0 | 9  | 3  | 3,000 | 270 | 232 | 1,164 |
| 3.   | Slovenia    | 8  | 3 | 3 | 0 | 9  | 3  | 3,000 | 282 | 252 | 1,119 |
|      |             |    |   |   |   |    |    |       |     |     |       |
| 4.   | Francia     | 6  | 3 | 2 | 1 | 8  | 5  | 1,600 | 290 | 260 | 1,115 |
| 5.   | Germania    | 6  | 3 | 2 | 1 | 8  | 5  | 1,600 | 287 | 264 | 1,087 |
| 6.   | Polonia     | 5  | 3 | 2 | 1 | 7  | 5  | 1,400 | 260 | 256 | 1,016 |
|      |             |    |   |   |   |    |    |       |     |     |       |
| 7.   | Brasile     | 4  | 3 | 1 | 2 | 6  | 6  | 1,000 | 273 | 241 | 1,133 |
| 8.   | Giappone    | 4  | 3 | 1 | 2 | 6  | 7  | 0,857 | 278 | 292 | 0,952 |
| 9.   | Serbia      | 3  | 3 | 1 | 2 | 5  | 8  | 0,625 | 256 | 293 | 0,874 |
|      |             |    |   |   |   |    |    |       |     |     |       |
| 10.  | Canada      | 1  | 3 | 0 | 3 | 3  | 9  | 0,333 | 254 | 277 | 0,917 |
| 11.  | Argentina   | 0  | 3 | 0 | 3 | 1  | 9  | 0,111 | 196 | 243 | 0,807 |
| 12.  | Egitto      | 0  | 3 | 0 | 3 | 0  | 9  | 0,000 | 144 | 225 | 0,640 |

      Qualificata ai quarti di finale.

### Fase finale
|  | Quarti di finale | Quarti di finale | Quarti di finale |             |   | Semifinali | Semifinali  | Semifinali |   |                 | Finale          | Finale          | Finale |  |
|  |                  |                  |                  |             |   |            |             |            |   |                 |                 |                 |        |  |
|  | 1                | Italia           | 3                |             |   |            |             |            |   |                 |                 |                 |        |  |
|  | 1                | Italia           | 3                |             |   |            |             |            |   |                 |                 |                 |        |  |
|  | 8                | Giappone         | 2                |             |   |            |             |            |   |                 |                 |                 |        |  |
|  | 8                | Giappone         | 2                |             | 1 | Italia     | 0           |            |   |                 |                 |                 |        |  |
|  |                  |                  |                  |             | 1 | Italia     | 0           |            |   |                 |                 |                 |        |  |
|  |                  |                  | 4                | Francia     | 3 |            |             |            |   |                 |                 |                 |        |  |
|  | 4                | Francia          | 4                | Francia     | 3 | 3          |             |            |   |                 |                 |                 |        |  |
|  | 4                | Francia          |                  |             |   |            |             |            |   |                 |                 |                 |        |  |
|  | 5                | Germania         | 2                |             |   |            |             |            |   |                 |                 |                 |        |  |
|  | 5                | Germania         | 2                |             | 4 | Francia    | 3           |            |   |                 |                 |                 |        |  |
|  |                  |                  |                  |             |   |            |             |            |   |                 |                 |                 |        |  |
|  |                  |                  | 6                | Polonia     | 0 |            |             |            |   |                 |                 |                 |        |  |
|  | 3                | Slovenia         | 6                | Polonia     | 0 | 1          |             |            |   |                 |                 |                 |        |  |
|  | 3                | Slovenia         |                  |             |   | 1          |             |            |   |                 |                 |                 |        |  |
|  | 6                | Polonia          | 3                |             |   |            |             |            |   |                 |                 |                 |        |  |
|  | 6                | Polonia          | 3                |             | 6 | Polonia    | 3           |            |   | Finale 3º posto | Finale 3º posto | Finale 3º posto |        |  |
|  |                  |                  |                  |             | 6 | Polonia    | 3           |            |   |                 |                 |                 |        |  |
|  |                  |                  | 2                | Stati Uniti | 2 |            |             |            |   |                 |                 |                 |        |  |
|  | 2                | Stati Uniti      | 2                | Stati Uniti | 2 | 3          |             |            | 1 | Italia          | 0               |                 |        |  |
|  | 2                | Stati Uniti      |                  |             |   |            |             |            | 1 | Italia          | 0               |                 |        |  |
|  | 7                | Brasile          | 1                |             |   | 2          | Stati Uniti | 3          |   |                 |                 |                 |        |  |

#### Quarti di finale
| 5 agosto 2024 Paris Expo Porte de Versailles, Parigi Durata: 2h:01 - Spettatori: 9 274 | Slovenia    | 1 - 3 | Polonia  | 20-25, 26-24, 19-25, 20-25        |
| 5 agosto 2024 Paris Expo Porte de Versailles, Parigi Durata: 2h:41 - Spettatori: 9 166 | Italia      | 3 - 2 | Giappone | 20-25, 23-25, 27-25, 26-24, 17-15 |
| 5 agosto 2024 Paris Expo Porte de Versailles, Parigi Durata: 2h:09 - Spettatori: 9 405 | Francia     | 3 - 2 | Germania | 18-25, 26-28, 25-20, 25-21, 15-13 |
| 5 agosto 2024 Paris Expo Porte de Versailles, Parigi Durata: 2h:06 - Spettatori: 9 346 | Stati Uniti | 3 - 1 | Brasile  | 26-24, 28-30, 25-19, 25-19        |

#### Semifinali
| 7 agosto 2024 Paris Expo Porte de Versailles, Parigi Durata: 2h:27 - Spettatori: 9 333 | Polonia | 3 - 2 | Stati Uniti | 25-23, 25-27, 14-25, 25-23, 15-13 |
| 7 agosto 2024 Paris Expo Porte de Versailles, Parigi Durata: 1h:26 - Spettatori: 9 547 | Italia  | 0 - 3 | Francia     | 20-25, 21-25, 21-25               |

#### Finale 3º posto
| 9 agosto 2024 Paris Expo Porte de Versailles, Parigi Durata: 1h:43 - Spettatori: 9 376 | Italia | 0 - 3 | Stati Uniti | 23-25, 28-30, 24-26 |

#### Finale
| 10 agosto 2024 Paris Expo Porte de Versailles, Parigi Durata: 1h:24 - Spettatori: 9 233 | Francia | 3 - 0 | Polonia | 25-19, 25-20, 25-23 |

## Classifica finale
| Pos     | Squadra     | Rosa |
| ------- | ----------- | --- |
| Oro     | Francia     | Formazione: 1 Chinenyeze, 2 Grebennikov, 4 Patry, 6 Toniutti, 7 Tillie, 9 N'Gapeth, 11 Brizard, 14 Le Goff, 17 Clévenot, 19 Louati, 21 Faure, 23 Carle, 25 Jouffroy, CT: Giani                          |
| Argento | Polonia     | Formazione: 5 Kaczmarek, 6 Kurek, 9 León, 11 Śliwka, 12 Łomacz, 15 Kochanowski, 16 Semeniuk, 17 Zatorski, 19 Janusz, 20 Bieniek, 21 Fornal, 30 Bołądź, 99 Huber, CT: Grbić                              |
| Bronzo  | Stati Uniti | Formazione: 1 Anderson, 2 Russell, 4 Jendryk, 5 Ensing, 8 DeFalco, 11 Christenson, 12 Holt, 14 Maʻa, 17 Jaeschke, 18 Muagututia, 19 Averill, 20 Smith, 22 Shoji, CT: Speraw                             |
| 4       | Italia      | Formazione: 5 Michieletto, 6 Giannelli, 7 Balaso, 8 Sbertoli, 11 Sanguinetti, 12 Bottolo, 14 Galassi, 15 Lavia, 16 Romanò, 19 Russo, 23 Bovolenta, 28 Laurenzano, 31 Porro, CT: De Giorgi               |
| 5       | Slovenia    | Formazione: 1 T. Štern, 2 Pajenk, 3 Planinšič, 4 Kozamernik, 9 Vinčić, 10 Štalekar, 13 Kovačič, 14 Z. Štern, 16 Ropret, 17 Urnaut, 18 Čebulj, 19 Možič, 20 Mujanović, CT: Crețu                         |
| 6       | Germania    | Formazione: 1 Fromm, 5 Reichert, 6 Tille, 9 Grozer, 10 Zenger, 11 Kampa, 12 Brehme, 13 Schott, 14 Karlitzek, 17 Zimmermann, 21 Krick, 22 Brand, 25 Maase, CT: Winiarski                                 |
| 7       | Giappone    | Formazione: 1 Nishida, 2 Onodera, 3 Fukatsu, 4 Miyaura, 5 Ōtsuka, 6 Yamauchi, 8 Sekita, 10 K. Takahashi, 11 Tomita, 12 R. Takahashi, 14 Ishikawa, 15 Kai, 20 Yamamoto, CT: Blain                        |
| 8       | Brasile     | Formazione: 1 Br. de Rezende, 2 Bergmann, 6 Cavalcante, 8 Honorato, 9 Leal, 12 Santos, 14 Kreling, 16 Saatkamp, 17 Hoss, 18 Lucarelli, 21 A. de Souza, 23 Gualberto, 28 D. de Souza, CT: Be. de Rezende |
| 9       | Serbia      | Formazione: 2 Kovačević, 3 Kapur, 7 Krsmanović, 8 Ivović, 9 Jovović, 10 Kujundžić, 12 Perić, 14 Atanasijević, 15 Mašulović, 16 Luburić, 18 Podraščanin, 21 Todorović, 29 Nedeljković, CT: Kolaković     |
| 10      | Canada      | Formazione: 2 Herr, 4 Hoag, 5 Hofer, 6 Demyanenko, 7 Maar, 8 Walsh, 11 Ketrzynski, 12 Van Berkel, 14 Szwarc, 17 Barnes, 18 Lui, 33 McCarthy, 80 Loeppky, CT: Sammelvuo                                  |
| 11      | Argentina   | Formazione: 1 Sánchez, 3 Martínez, 7 Conte, 8 Loser, 9 Danani, 12 Lima, 13 Palacios, 15 De Cecco, 16 Kukartsev, 17 Vicentín, 18 Ramos, 21 Palonsky, 22 Zerba, CT: Méndez                                |
| 12      | Egitto      | Formazione: 2 Abdelrahman, 5 Elhaddad, 6 Hassan, 8 Eissa, 9 Sayedin, 10 Masoud, 12 Abdalla, 14 Aly, 15 Seoudy, 16 Abdelmoaty, 17 Haikal, 22 Issa, 23 Omar, CT: Muñoz                                    |

## Premi individuali
| Premio                | Nome              | Squadra     |
| --------------------- | ----------------- | ----------- |
| MVP                   | Earvin N'Gapeth   | Francia     |
| Miglior palleggiatore | Antoine Brizard   | Francia     |
| Miglior opposto       | Jean Patry        | Francia     |
| Miglior schiacciatore | Earvin N'Gapeth   | Francia     |
| Miglior schiacciatore | Trévor Clévenot   | Francia     |
| Miglior centrale      | Jakub Kochanowski | Polonia     |
| Miglior centrale      | Taylor Averill    | Stati Uniti |
| Miglior libero        | Jenia Grebennikov | Francia     |

## Statistiche
| Rendimento individuale | Rendimento individuale | Rendimento individuale | Rendimento individuale |
| Pos.                   | Nome                   | Punti                  | Squadra                |
| ---------------------- | ---------------------- | ---------------------- | ---------------------- |
| 1                      | Wilfredo León          | 103                    | Polonia                |
| 2                      | Yuri Romanò            | 100                    | Italia                 |
| 3                      | Earvin N'Gapeth        | 92                     | Francia                |
| 4                      | Aaron Russell          | 90                     | Stati Uniti            |
| 5                      | Alessandro Michieletto | 89                     | Italia                 |
| 5                      | Matthew Anderson       | 89                     | Stati Uniti            |

| Attacchi vincenti | Attacchi vincenti | Attacchi vincenti | Attacchi vincenti |
| Pos.              | Nome              | Punti             | Squadra           |
| ----------------- | ----------------- | ----------------- | ----------------- |
| 1                 | Yuri Romanò       | 88                | Italia            |
| 2                 | Wilfredo León     | 81                | Polonia           |
| 3                 | Matthew Anderson  | 80                | Stati Uniti       |
| 4                 | Aaron Russell     | 78                | Stati Uniti       |
| 5                 | Earvin N'Gapeth   | 75                | Francia           |
| 5                 | Tonček Štern      | 75                | Slovenia          |

| Muri vincenti | Muri vincenti         | Muri vincenti | Muri vincenti |
| Pos.          | Nome                  | Punti         | Squadra       |
| ------------- | --------------------- | ------------- | ------------- |
| 1             | Taylor Averill        | 16            | Stati Uniti   |
| 2             | György Grozer         | 15            | Germania      |
| 2             | Gianluca Galassi      | 15            | Italia        |
| 4             | Roberto Russo         | 14            | Italia        |
| 5             | Barthélémy Chinenyeze | 13            | Francia       |

| Battute vincenti | Battute vincenti | Battute vincenti | Battute vincenti |
| Pos.             | Nome             | Punti            | Squadra          |
| ---------------- | ---------------- | ---------------- | ---------------- |
| 1                | Wilfredo León    | 15               | Polonia          |
| 2                | Yūji Nishida     | 11               | Giappone         |
| 2                | Antoine Brizard  | 11               | Francia          |
| 4                | Yuri Romanò      | 9                | Italia           |
| 4                | Klemen Čebulj    | 9                | Slovenia         |